# Абт, Карл Фридрих
Карл Фридрих Абт (нем. Karl Friedrich Abt; 1733, Ульм — 20 ноября 1783, Бремен) — один из знаменитейших актёров Германии в конце XVIII в.
Уже 25-ти лет от роду странствовал с собственной труппой по Германии. В 1775 г., потерпев неудачу в Голландии, где пьесы Шекспира, Лессинга и т. п. не пришлись ещё по вкусу публике, он поступил на сцену в Готе, где играл в первых произведениях Шиллера и Гёте. Неуживчивость Абта заставила его вскоре оставить Готу; он отправился в Богемию, а потом попеременно объезжал все ганзейские города.
Он был особенно хорош в ролях интриганов, лицемеров, скрытных злодеев, в роли Франца Мора в «Разбойниках» и Вурма в «Коварстве и любви» Шиллера, Шейлока в «Венецианском купце» и Клавдия в «Гамлете» Шекспира. Актёра ставили в образец тонкого, обдуманного, благородного и естественного комизма, что в то время было большой редкостью и составляло значительный шаг в искусстве. Жена его Фелицита Абт, умершая в 1782, 33-х лет от роду, также считалась даровитой актрисой; между прочим, она в Готе выступила в роли Гамлета и исполнила её с большим талантом.